# Austin (Nevada)
Austin es un lugar designado por el censo en el condado de Lander en el estado estadounidense de Nevada.

## Geografía
Austin se encuentra ubicado en las coordenadas 39°29′35″N 117°4′0″O / 39.49306, -117.06667.